# Edmond de Stoutz
Edmond de Stoutz (* 18. Dezember 1920 in Zürich; † 28. Januar 1997 ebenda) war ein Schweizer Dirigent. Zunächst hatte er in Zürich ein Studium in Rechtswissenschaften begonnen, dann aber zur Musik gewechselt und am Konservatorium Zürich Violoncello, Klavier, Oboe, Schlagzeug und Komposition studiert. Später vertiefte er seine Kenntnisse in Orchester- wie auch Chor-Leitung bei Paul Kletzki in Lausanne sowie in Salzburg und in Wien. Er spielte zwei Jahre als Cellist und Schlagzeuger im Tonhalle-Orchester Zürich und gründete 1945 ein Kammerorchester, welches 1946 den Namen Hausorchester-Vereinigung Zürich annahm. Aus dieser ging 1951 das Zürcher Kammerorchester hervor, dessen Leitung de Stoutz bis 1996 innehatte. 1962 gründete er zudem den Zürcher Konzertchor.
De Stoutz war bekannt dafür, in seinen Konzertprogrammen immer wieder auf Schweizer Komponisten zurückzugreifen, denen er auch des Öfteren Kompositionsaufträge zukommen liess. So war er auch für mehrere Uraufführungen von Schweizer Werken verantwortlich, unter anderem von Frank Martin (dessen Polyptyque für Violine und 2 kleine Streichorchester wurde 1973 mit Yehudi Menuhin in Lausanne uraufgeführt), Norbert Moret (Suite à l’image du temps 1979 in Zürich), Peter Mieg, Paul Müller-Zürich oder Rolf Urs Ringger.
Er fand auf dem Privatfriedhof Hohe Promenade seine letzte Ruhestätte.

## Preise und Auszeichnungen
De Stoutz wurde 1965 mit der Hans-Georg-Nägeli-Medaille der Stadt Zürich ausgezeichnet. Er erhielt zudem 1986 den Preis der Doron-Stiftung, 1987 den STAB-Preis der Stiftung für Abendländische Besinnung und 1991 den Freiheitspreis der Max Schmidheiny-Stiftung.